# Manfred Gritzko
Manfred Gritzko (* 19. Mai 1925 in Mehlauken, Landkreis Labiau, Ostpreußen; † 9. August 2015) war ein deutscher Funktionär der DDR-Blockpartei LDPD. Er war Vorsitzender des LDPD-Bezirksvorstandes Schwerin.

## Leben
Gritzko besuchte die Mittelschule und später eine Finanzschule. Am 2. April 1944 beantragte er die Aufnahme in die NSDAP und wurde rückwirkend zum 20. April 1943 aufgenommen (Mitgliedsnummer 10.049.906). 1945 siedelte er in die Sowjetische Besatzungszone über. Von 1946 bis 1958 war er auf finanzpolitischem Gebiet tätig, unter anderem als Leiter der Kreisinspektion Güstrow der Staatlichen Finanzrevision. Er absolvierte ein Fernstudium an der Fachschule für Finanzwirtschaft in Gotha, das er 1957 als Finanzwirtschaftler abschloss.
1948 trat Gritzko der LDPD bei. Von 1958 bis 1966 war er als Werkleiter der Mecklenburger Bettfedernfabrik Güstrow tätig. Zeitweise war er Vorsitzender des Kreisvorstandes Güstrow der LDPD. Von 1966 bis 1983 wirkte er als stellvertretender  Vorsitzender, ab September 1983 als Vorsitzender des Bezirksvorstandes Schwerin der LDPD. Gritzko wurde nach dem Tod von Bruno Krüger auf einer erweiterten Bezirksvorstandssitzung am 15. September 1983 im Beisein des Vorsitzenden der LDPD, Manfred Gerlach, zum neuen Vorsitzenden des LDPD-Bezirksverbandes gewählt.  Am 27. September 1983 wurde er Mitglied des Zentralvorstandes der LDPD.
Gritzko war zudem Abgeordneter des Bezirkstages Schwerin und ab 1971 Vorsitzender der Ständigen Kommission Dienstleistungen, Reparaturen und Werterhaltung des Bezirkstages. Von Juni 1986 bis zur Auflösung 1990 war er wieder Mitglied des Bezirkstages.
Manfred Gritzko starb im Alter von 90 Jahren und wurde auf dem Waldfriedhof Schwerin bestattet.